# Brian Tryon
Brian Tryon (ur. 15 października 1977 r.) – amerykański wioślarz.

## Osiągnięcia
- Mistrzostwa Świata – Poznań 2009 – czwórka podwójna wagi lekkiej – 6. miejsce[1].